# Mladé Bříště
Mladé Bříště település Csehországban, a Pelhřimovi járásban. Mladé Bříště Velký Rybník, Humpolec, Komorovice, Mysletín, Staré Bříště és Zachotín településekkel határos. Lakosainak száma 299 fő (2024. január 1.).

## Népesség
A település lakosságának változását az alábbi diagram mutatja:
| Lakosok száma | 437  | 446  | 393  | 291  | 230  | 217  | 248  | 255  | 274  | 299  |
|               | 1869 | 1890 | 1921 | 1950 | 1980 | 2001 | 2017 | 2019 | 2022 | 2024 |